# Фобет, Раймон
Раймон Фобет (фр. Raymond Fobete; дата и место рождения не известны — 19 ноября 2016, Баменда) — камерунский футбольный тренер, дважды возглавлявший сборную Камеруна.

## Биография
Получил тренерскую лицензию в июне 1964 года в Париже на курсах, организованных Федерацией футбола Франции. Одновременно с Фобетом эти курсы закончил ещё один будущий тренер сборной Камеруна — Жан Венсан.
В июле 1969 года возглавил национальную сборную Камеруна, сменив в должности главного тренера французского специалиста Доминика Колонна. По другим сведениям, Фобет был исполняющим обязанности главного тренера, или же работал в тандеме с Колонна. Под руководством Фобета сборная Камеруна впервые в своей истории приняла участие в Кубке африканских наций, проходившем в суданском Хартуме, в матчах группового турнира обыграла команды Кот д’Ивуара и Эфиопии, но уступила хозяевам — сборной Судана и не вышла из группы. В марте 1970 года тренер был отправлен в отставку.
На короткое время вновь возглавил сборную Камеруна в 1976 году, в промежутке между двумя югославскими специалистами — Владимиром Беарой и Иваном Ридановичем. В этот период сборная страны одержала победу в первых Центрально-Африканских играх.
Скончался 19 ноября 2016 года в Баменде, Северо-Западный регион.